# Achim Hill
Achim Hill (Berlín, 1 de abril de 1935-Berlín, 4 de agosto de 2015) fue un deportista de la RDA que compitió en remo.
Participó en tres Juegos Olímpicos de Verano entre los años 1960 y 1968, obteniendo dos medallas, plata en Roma 1960 y plata en Tokio 1964. Ganó una medalla de oro en el Campeonato Europeo de Remo de 1967.

## Palmarés internacional
| Representando al Equipo Alemán Unificado |                 |                  |                  |
| Juegos Olímpicos                         |                 |                  |                  |
| Año                                      | Lugar           | Medalla          | Prueba           |
| 1960                                     | Roma (Italia)   | Medalla de plata | Scull individual |
| 1964                                     | Tokio (Japón)   | Medalla de plata | Scull individual |
| Representando a la RDA                   |                 |                  |                  |
| Campeonato Europeo                       |                 |                  |                  |
| Año                                      | Lugar           | Medalla          | Prueba           |
| 1967                                     | Vichy (Francia) | Medalla de oro   | Scull individual |